# Enasel
Enasel est le plus grand opérateur algérien dans la production et la commercialisation de sel alimentaire et industriel. Enasel est une entreprise publique économique. Enasel a son siège social à Constantine.
En plus de la commercialisation de ses différents produits sur le territoire algérien, Enasel exporte ces derniers vers la France, les Pays-Bas, l'Espagne.

## Historique
En 2019, la raffinerie de sel gemme d'El Outaya est mise en service, d'une capacité de 80 000 tonnes. La raffinerie produira 25 000 tonnes de sel pharmaceutique, 25 000 tonnes de sel en pastilles et 30 000 tonnes de sel destiné à la consommation domestique et industrielle, en plus de la production de sel chimique de haute pureté constitué de 99,9% de chlorure de sodium (Nacl).

## Activités
La production d'Enasel provient des cinq (5) salines localisés à Bethioua (Oran), Sidi Bouziane (Relizane), Guergour Lamri (Sétif), El M'Ghair (El Oued) et Ouled Zouaï (Oum el Bouaghi) pour une quantité annuelle de 400 000 tonnes de sel solaire et d’une raffinerie de sel gemme de 30 000 tonnes localisée à El Outaya (Biskra).

## Produits
Sa production est destinée à l'alimentaire, l'agriculture, la pharmacie, la cosmétique, l'industrie,le traitement de l’eau et le déneigement.
- Sel agricole (Poudre de sel, Pierre à lécher)
- Sel alimentaire
- Sel cosmétique
- Sel industriel
- Sel pharmaceutique
- Sel pour le déneigement
- Sel pour le traitement de l'eau